# برینچن (دهانه)
برینچن یک دهانه برخوردی در ماه است.

## دهانه‌های اقماری
این دهانه ۳ دهانه اقماری دارد.
| Brianchon | عرض جغرافیایی | طول جغرافیایی | قطر          |
| --------- | ------------- | ------------- | ------------ |
| A         | ۷۶٫۷° N       | ۸۶٫۳° W       | ۵۰٫۰ کیلومتر |
| B         | ۷۲٫۲° N       | ۸۹٫۱° W       | ۳۱٫۰ کیلومتر |
| T         | ۷۵٫۸° N       | ۹۹٫۸° W       | ۳۰٫۰ کیلومتر |